# Zombie Nightmare
Zombie Nightmare is een Canadese horrorfilm uit 1986, geregisseerd door Jack Bravman. De hoofdrol werd vertolkt door Jon Mikl Thor.

## Verhaal
Een gespierde honkbalspeler genaamd Tony Washington wordt overreden door een groep tieners. Zijn moeder zoekt contact met een van haar buren, die een voodoopriesteres is. Zij brengt hem weer tot leven als een zombie. De zombie draait echter door en begint de tieners die hem hebben gedood op te sporen om wraak te nemen.

## Rolverdeling
| Acteur         | Personage           |
| -------------- | ------------------- |
| Adam West      | Capt. Tom Churchman |
| Jon Mikl Thor  | Tony Washington     |
| Tia Carrere    | Amy                 |
| Manuska Rigaud | Molly Mokembe       |
| Frank Dietz    | Frank Sorrell       |
| Linda Singer   | Maggie              |
| Tony Blauer    | Teenager            |
| Mark Kulik     | Teenager            |
| John Fasano    | William Washington  |

## Achtergrond
Jon Mikl Thor schreef ook veel van de muziek voor de film. Bands die meewerkten aan de film zijn Virgin Steele, Girlschool, Fist, en Death Mask.
De film werd bespot in een aflevering van de serie Mystery Science Theater 3000.